# تشارلي فراي (لاعب كرة قدم أمريكية)
تشارلي فراي (بالإنجليزية: Charlie Frye)‏ هو لاعب كرة قدم أمريكية أمريكي، ولد في 28 أغسطس 1981 في نورواك في الولايات المتحدة.

## وصلات خارجية
- تشارلي فراي على موقع مرجع كرة القدم المحترفة.كوم (الإنجليزية)
- تشارلي فراي على موقع كلية كرة القدم في سبورتس رفرنس.كوم (الإنجليزية)